# Oryctini
Gli Oryctini (Mulsant, 1842) sono una tribù di coleotteri scarabeidi, appartenente alla sottofamiglia Dynastinae. La specie più nota di questa tribù è lo scarabeo rinoceronte.

## Descrizione

### Adulto
Le specie di questa tribù sono di grandi dimensioni: le più piccole infatti non sono più corte di 2,5 cm, mentre le più grandi superano i 7 cm di lunghezza. I maschi presentano un corno cefalico più o meno sviluppato e una configurazione toracica che varia a seconda della specie, mentre le femmine non presentano niente di tutto ciò, essendo quindi facilmente distinguibili.

### Larva
Le larve hanno l'aspetto di vermi bianchi dalla forma a "C". Presentano il capo sclerificato e le tre paia di zampe atrofizzate; lungo i fianchi presentano una serie di forellini chitinosi che permettono all'insetto di respirare nel terreno.

## Biologia

### Comportamento

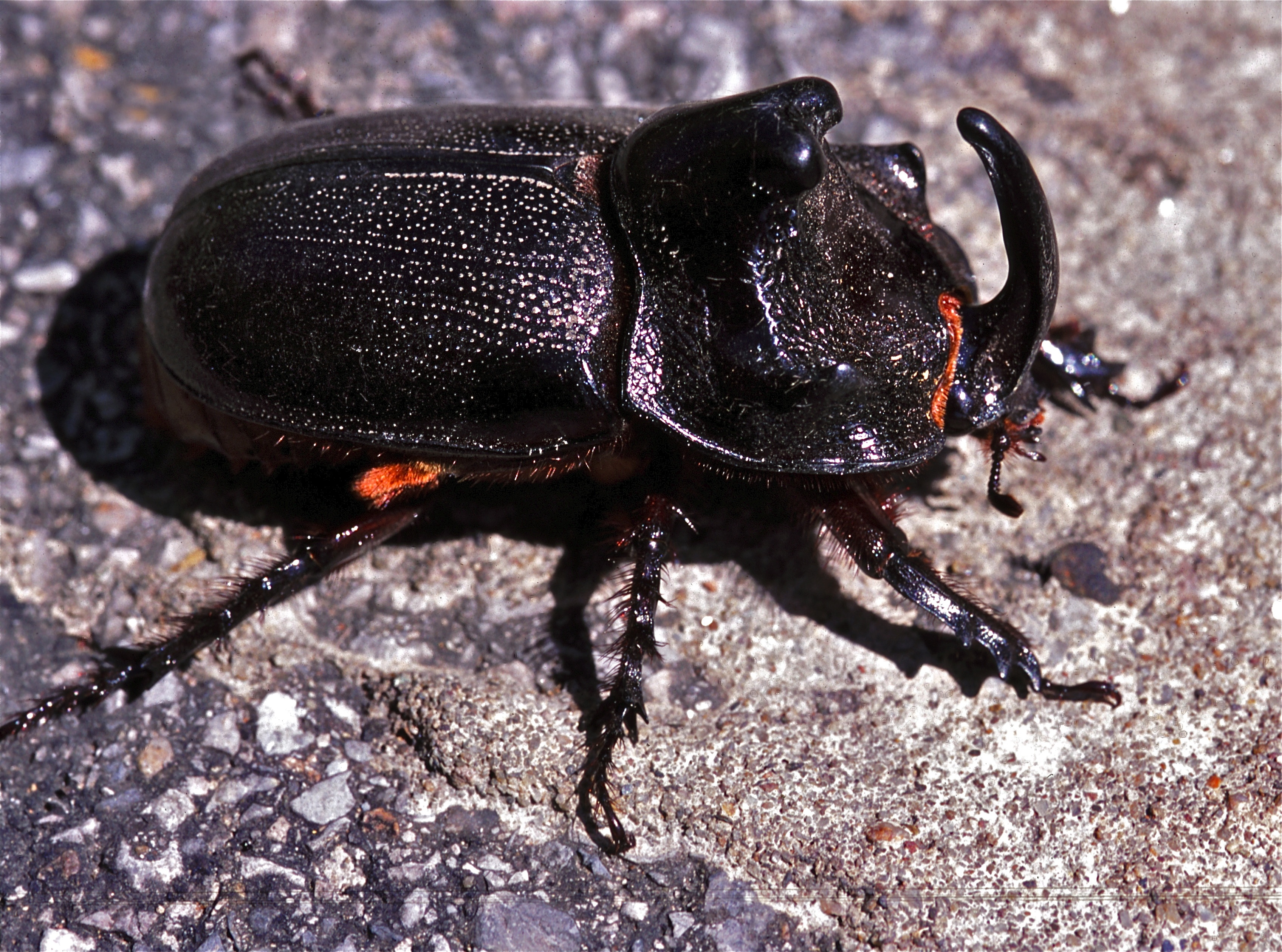
Trichogomphus martabani, maschio.

Gli adulti volano dopo il tramonto e sono visibili nei boschi di latifoglie.

### Ciclo vitale

#### Larva
Dopo la schiusa, avvenuta circa dopo due settimane dalla deposizione, le larve escono e iniziano a mangiare il legno in decomposizione moltiplicando di molte volte le loro dimensioni e arrivando fino a diversi cm nelle specie più grandi al termine dello stadio. Dopodiché la larva crea un bozzolo, usando terra ed escrementi, e si trasforma in pupa.

#### Adulto
A primavera inoltrata fuoriescono gli adulti che danno il via ad un nuovo ciclo.  Avendo abitudini notturne durante lo stadio adulto, gli Oryctini, vengono spesso attratti dalle luci artificiali.

## Distribuzione e habitat
Gli Oryctini sono diffusi in Europa, Asia, Africa e America del Sud. In Italia è presente la sola specie Oryctes nasicornis.

## Tassonomia
La tribù contiene i seguenti generi:
- Anomacaulus (Fairmare, 1878)
- Blabephorus (Fairmare, 1898)
- Calypsotyctes (Howden, 1970)
- Ceratoryctoderus (Arrow, 1908)
- Clyster (Arrow, 1908)
- Coelosis (Hope, 1837)
- Cyphonistes (Burmeister, 1847)
- Dichodontus (Burmeister, 1847)
- Dinoryctes (Felsche, 1906)
- Enema (Hope, 1837)
- Gibboryctes (Endrödi, 1974)
- Heterogomphus (Burmeister, 1847)
- Hispanoryctes (Howden, 1978)
- Hoploryctoderus (Prell, 1933)
- Irazua (Ratcliffe, 2003)
- Licnostrategus (Prell, 1933)
- Megaceras (Hope, 1837)
- Megaceropsis (Dechambre, 1976)
- Oryctes (Illiger, 1798)
- Podischnus (Burmeister, 1837)
- Scapanes (Burmeister, 1837)
- Strategus (Hope, 1837)
- Tehuacania (Endrödi, 1975)
- Trichogomphus (Burmeister, 1847)
- Xenodorus (Bréme, 1844)
- Xyloryctes (Hope, 1837)